# Absolutely Live
Absolutely Live je drugi album v živo ameriške rock skupine Toto, ki je izšel 12. oktobra 1993 pri založbi Columbia Records. Skupina je album posnela na koncertu v Den Boschu, novembra 1993. Skupini so se na koncertu pridružili novi spremljevalni vokalisti, ki so peli tudi glavne vokale pri nekaterih skladbah.

## Seznam skladb
| Št.             | Naslov                               | Pisec                                                     | Z albuma          | Dolžina |
| --------------- | ------------------------------------ | --------------------------------------------------------- | ----------------- | ------- |
| 1.              | „Hydra‟                              | Hungate, Kimball, Lukather, Paich, S. Porcaro, J. Porcaro | Hydra             | 7:44    |
| 2.              | „Rosanna‟                            | Paich                                                     | Toto IV           | 8:25    |
| 3.              | „Kingdom of Desire‟                  | Kortchmar                                                 | Kingdom of Desire | 8:02    |
| 4.              | „Georgy Porgy‟                       | Paich                                                     | Toto              | 3:45    |
| 5.              | „99‟                                 | Paich                                                     | Hydra             | 3:01    |
| 6.              | „I Won't Hold You Back‟              | Lukather                                                  | Toto IV           | 2:09    |
| 7.              | „Don't Stop Me Now‟                  | Lukather, Paich                                           | Fahrenheit        | 2:35    |
| 8.              | „Africa‟                             | Paich, J. Porcaro                                         | Toto IV           | 6:11    |
| 9.              | „Don't Chain My Heart‟               | Toto                                                      | Kingdom of Desire | 7:21    |
| 10.             | „I'll Be Over You‟                   | Lukather, Goodrum                                         | Fahrenheit        | 5:38    |
| 11.             | „Home of the Brave‟                  | Lukather, Paich, Webb, Williams                           | The Seventh One   | 7:07    |
| 12.             | „Hold the Line‟                      | Paich                                                     | Toto              | 10:44   |
| 13.             | „With a Little Help from My Friends‟ | Lennon, McCartney                                         | /                 | 10:08   |
| Skupna dolžina: | Skupna dolžina:                      | Skupna dolžina:                                           | Skupna dolžina:   | 82:50   |

## Singli
- Africa / Africa (v živo) / Africa (original) (CD/12")
- With a Little Help from my Friends / Rosanna (v živo)
- I'll be over you / 99 (v živo) / Don't Chain my Heart (v živo)

## Zasedba

### Toto
- Steve Lukather – kitare, solo vokal, spremljevalni vokal
- David Paich – klaviature, spremljevalni vokal
- Mike Porcaro – bas kitara
- Simon Phillips – bobni, tolkala

### Dodatni glasbeniki
- John James – vokal
- Donna McDaniel – vokal
- Jenny Douglas-McRae – vokal
- John Jessel – klaviature, vokal
- Chris Trujillo – tolkala